# 반사회주의자 법

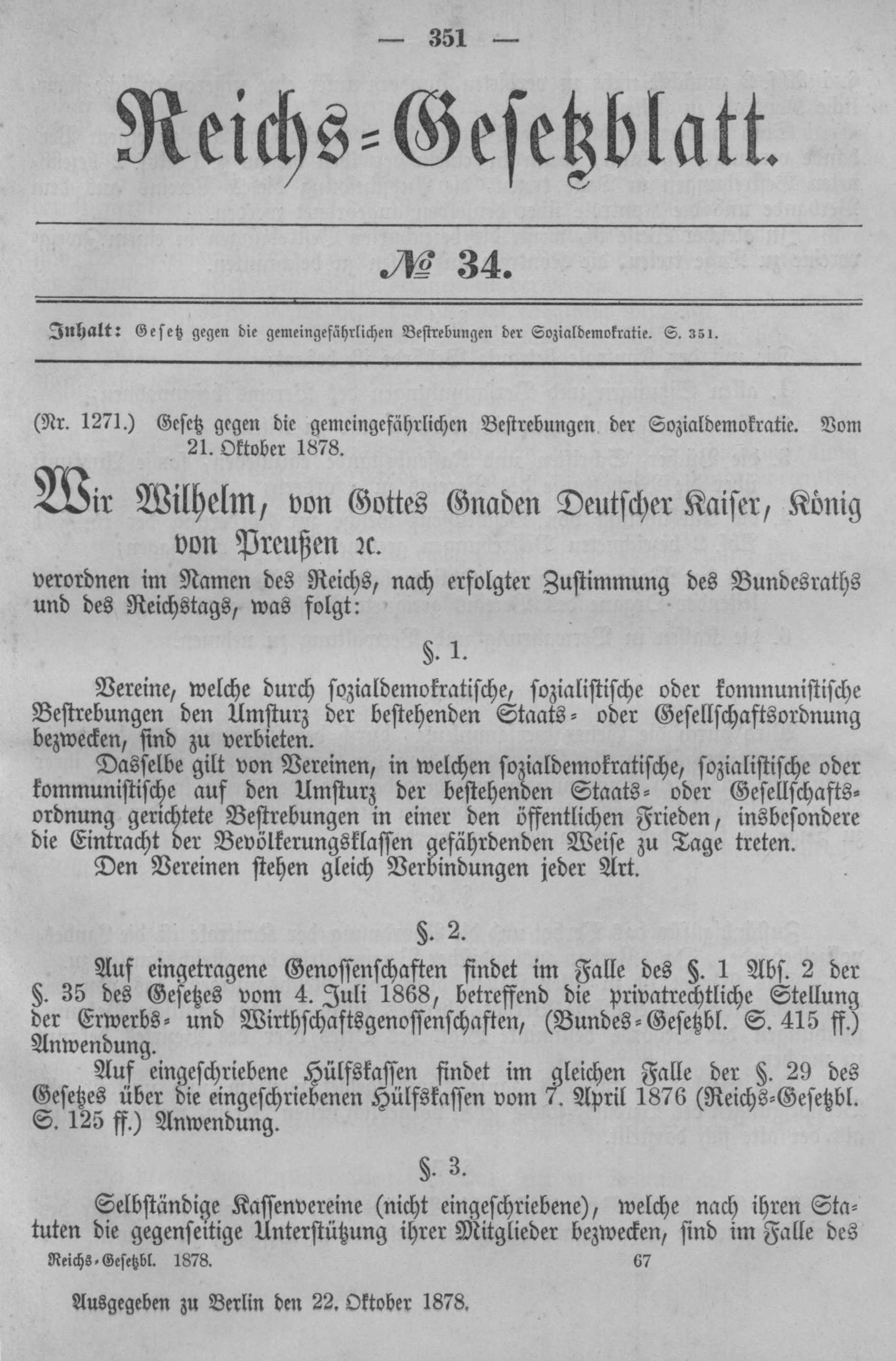

반사회주의자 법(Anti-Socialist Law)은 오토 폰 비스마르크가 1878년 10월 19일에 입법한 것으로 사회민주당(독일)의 확장을 막기 위함이었다.  막스 호델과 카를 노빌링은 각각 카이저 빌헬름 1세를 암살하려 시도하였지만 실패로 돌아갔다. 이에 위협을 느낀 비스마르크가 이 법을 통과시키기에 이르렀다. 이 법은 4번의 연장을 거쳤지만, 1890년 비스마르크의 사임이후 이 법은 유명무실해졌다.
비스마르크는 이 법을 통하여 사회주의자의 확장을 억제하는 동시에 사회주의의 대안으로 소외계층에 대한 복지를 강화하였다.  의료보험과 산업재해보험을 만들어 어려움에 처한 국민들에게 혜택이 가도록 노력하였다. 이것은 사회보장제도의 시작이며 세계 최초이기도 하다.
1. ↑  홍진호, 洪振豪, 1970- (2019). 《욕망하는 인간의 탄생 : 세기전환기 독일 문학에서 발견한 에로틱의 미학》. 21 Segi Bukseu. ISBN 978-89-509-8182-2.